# Łęczyca Poduchowna
Łęczyca Poduchowna – dzielnica i zniesiona część miasta Łęczycy w województwie łódzkim, w powiecie łęczyckim, do końca 1954 samodzielna miejscowość. Leży we wschodniej części miasta.

## Historia
Dawniej samodzielna wieś. Od 1867 w gminie Tum w powiecie łęczyckim. W okresie międzywojennym należała do w woj. łódzkim. 1 września 1933 utworzono gromadę Tum w granicach gminy Tum, w skład której weszła Łęczyca Poduchowna. Podczas II wojny światowej włączona do III Rzeszy.
Po wojnie Łęczyca Poduchowna powróciła do powiatu łęczyckiego w woj. łódzkim, nadal jako składowa gromady Tum, jednej z 17 gromad gminy Tum. 
W związku z reorganizacją administracji wiejskiej jesienią 1954, Łęczycę Poduchowną włączono do Łęczycy.